# Ananka
Ananka ili Ananke (grčki Ανάγκη) je primordijalna božica iz grčke mitologije. Po njoj je nazvan jedan satelit planeta Jupitera.

## Karakteristike
Ananka je božica potrebe, neizbježnosti i sudbine. Postoji jedan jedini njezin prikaz iz starogrčke umjetnosti - na jednoj je vazi prikazana s bakljom i krilima, dok rukom dodiruje nabor na svojoj haljini.

## Kult
U Korintu je postojao hram gdje su Ananka i Bia zajedno štovane u istom svetištu. Poslije je Ananka izbačena iz mita, a na njezino je mjesto došao bog ljubavi Eros.

## Mitologija
Ananka je kćer božice Zemlje Geje, koja ju je rodila u tami svemira. Geja je rodila i Krona, Vrijeme, u kojeg se Ananka zaljubila. Ananka i Kron, iako sestra i brat, vjenčali su se i razdvojili kozmičko jaje iz kojeg su izašla tri elementa - Zemlja, Nebo i More. Kron i Ananka su se udaljili od ostalih bogova i postali upravljači vremena i drugih apstraktnih pojmova. Ananka je zadužena za pokretanje neba. Ananka je bila i Zeusova ljubavnica, te mu je rodila Mojre (Suđenice) i Adrasteju.